# Tètrode

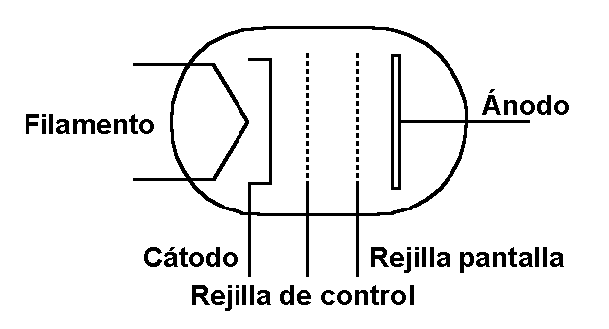
Representació d'un tètrode

Es denomina  tètrode  a la vàlvula termoiònica constituïda per quatre elèctrodes: càtode, dues reixetes i ànode.

## Història
El tètrode es va desenvolupar per evitar un efecte indesitjable que es produeix en la vàlvula tríode pel fet que la reixeta i la placa de la mateixa es comporten com un condensador.
El tub tètrode va ser desenvolupat pel Dr Walter H. Schottky de Siemens & Halske GMBH en Alemanya, durant la Primera Guerra Mundial.
Aquesta capacitat paràsita realimenta el senyal de la placa a la reixeta, dificultant el bon funcionament de la vàlvula en freqüències altes, per la qual cosa es va introduir una segona reixeta, anomenada  pantalla , entre la reixeta normal i la placa. Amb això el condensador reixeta-placa queda desdoblat en dos condensadors en sèrie, desacoblant el senyal entre la placa i la reixeta de control, aconseguint amb això una millora de l'amplificació de les freqüències altes.
A la pantalla se li aplica un potencial positiu per tal d'accelerar els electrons que van del filament-càtode a la placa. Aquest potencial positiu "oculta" el potencial de l'ànode, que exerceix poca influència sobre la reixeta de control. Aquesta insensibilitat a la tensió d'ànode permet molt més guany a un tètrode que a un tríode.

## Tètrode de feix dirigit
Quan es va elevant la potència d'una vàlvula termoiònica, els electrons arriben a l'ànode amb energia cada vegada més gran, fins que són capaços d'arrencar electrons del mateix ànode. Aquests, anomenats "electrons secundaris", es dirigeixen cap a l'elèctrode més positiu, de manera que en tríode sobre díodes tornen a caure sobre l'ànode, però en un tètrode són atrets per la reixeta pantalla, disminuint el corrent d'ànode i l'eficiència de la vàlvula. El pèntode resol aquest problema mitjançant l'addició d'una nova reixeta, però hi ha una altra solució: el tètrode de feix dirigit.
En els tubs de feix dirigit, tètrodes o pèntodes, uns elèctrodes connectats al potencial del càtode confinen i dirigeixen el feix d'electrons cap a l'ànode, a través de les reixetes de control i pantalla. Aquestes reixetes consisteixen en dos fils bobinats en hèlix amb el mateix pas per tal que els fils de la reixeta pantalla se situïn després dels de la reixeta de control, quedant ocults al càtode. Així el feix d'electrons es divideix en fulls, que passen entre els fils de la reixeta de control i arriben a l'ànode. Amb aquesta disposició de les reixetes, el corrent a través de la reixeta supressora és extremadament reduïda. Després de la reixeta supressora hi ha un espai en el qual els electrons es frenen a causa del menor potencial d'ànode pel que fa a la reixeta pantalla. Aquests electrons lents creen una càrrega d'espai negativa que repel·leix cap a l'ànode els electrons secundaris provinents d'aquest.
L'acció efectiva de la càrrega d'espai per a l'eliminació dels electrons secundaris i la reduïda corrent de pantalla proporcionen a aquest tipus de tubs alta capacitat de potència, gran sensibilitat i eficiència.
Els pèntodes de feix dirigit afegeixen la reixeta supressora, però tot l'anterior es manté. Vegeu pèntode.

## Galeria

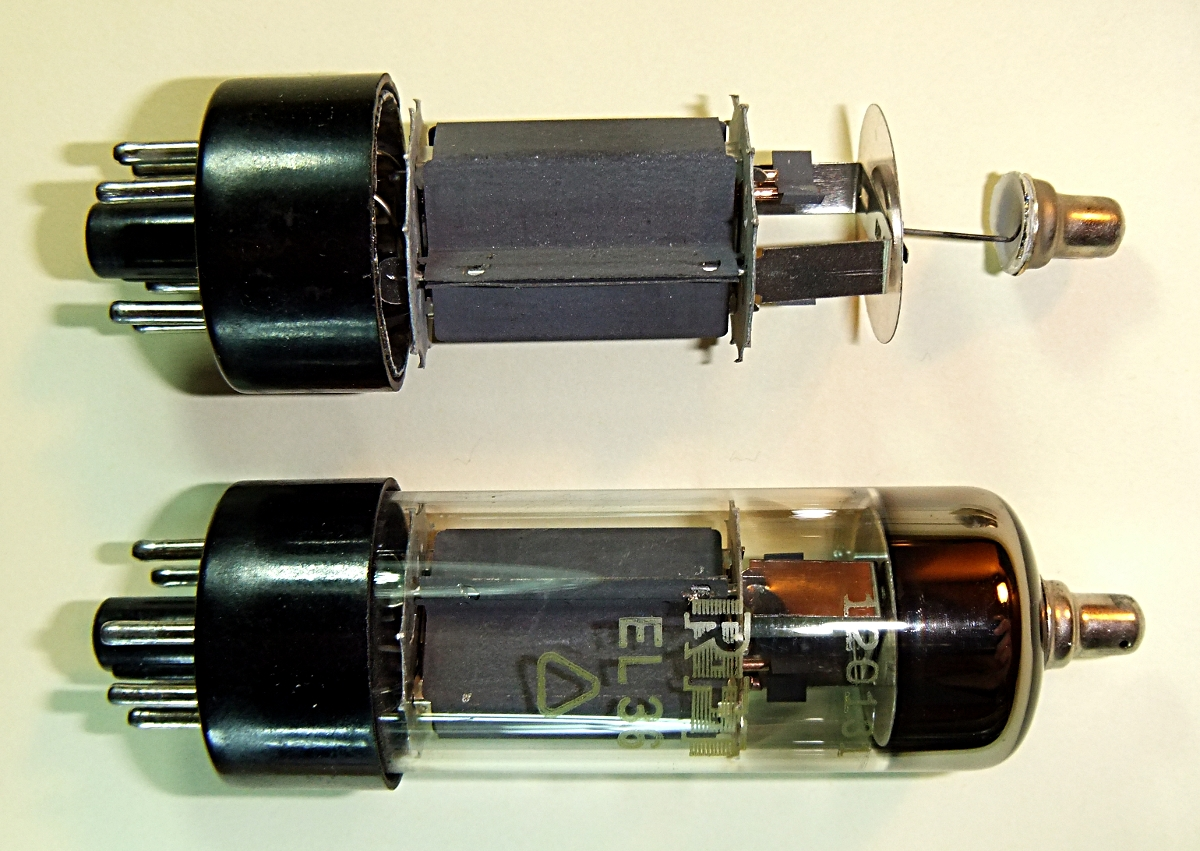
tètrode EL36.
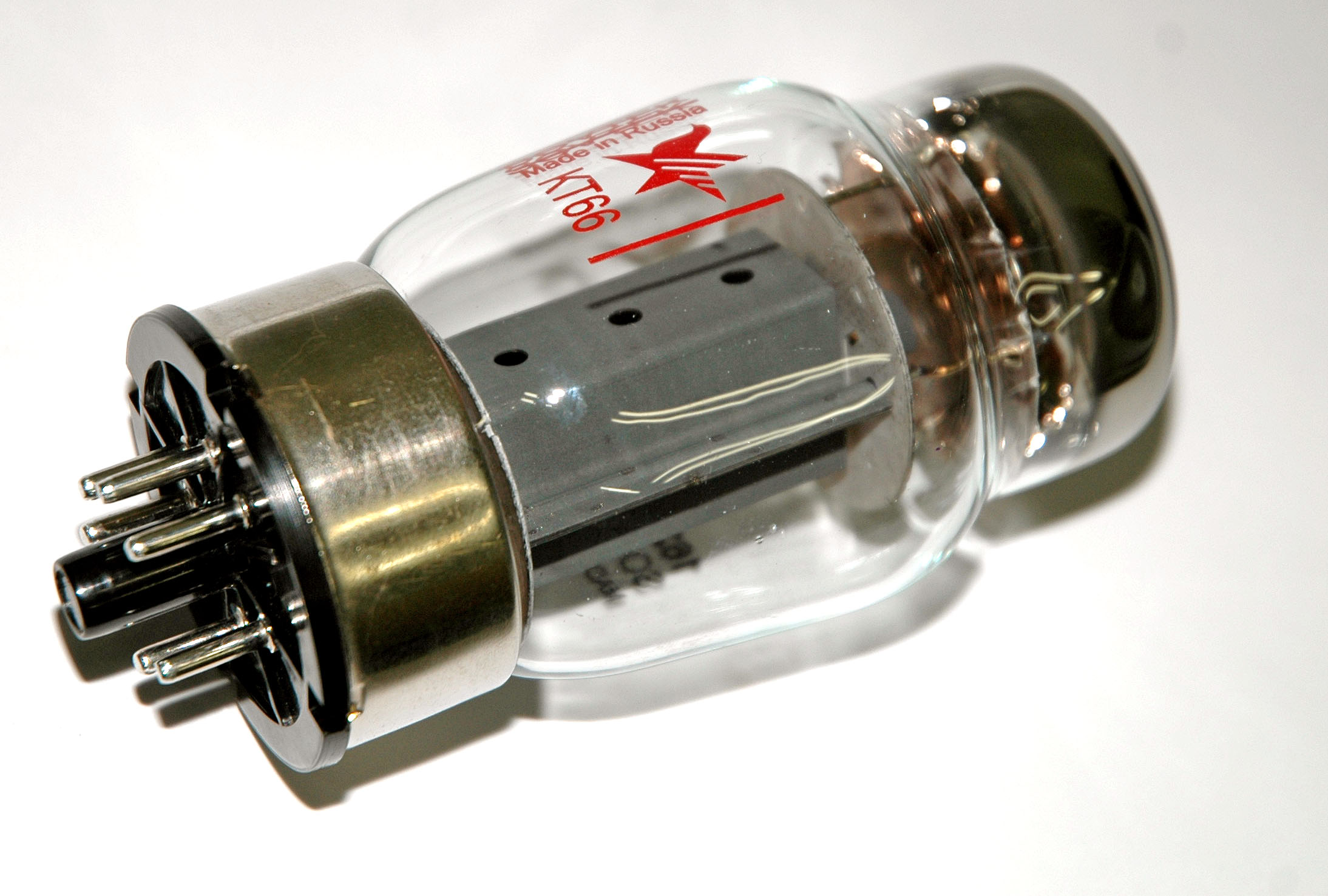
tètrode KT-66.
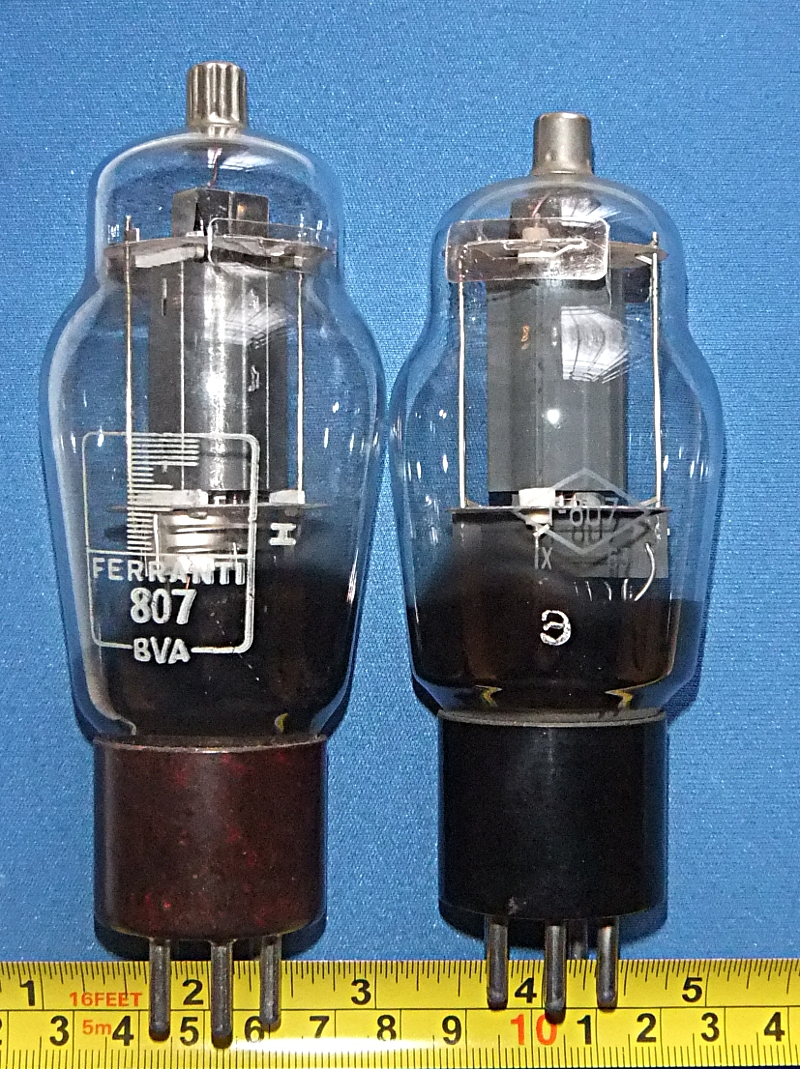
Dos tètrode: 807 i G-807 rus.